# 退步左派

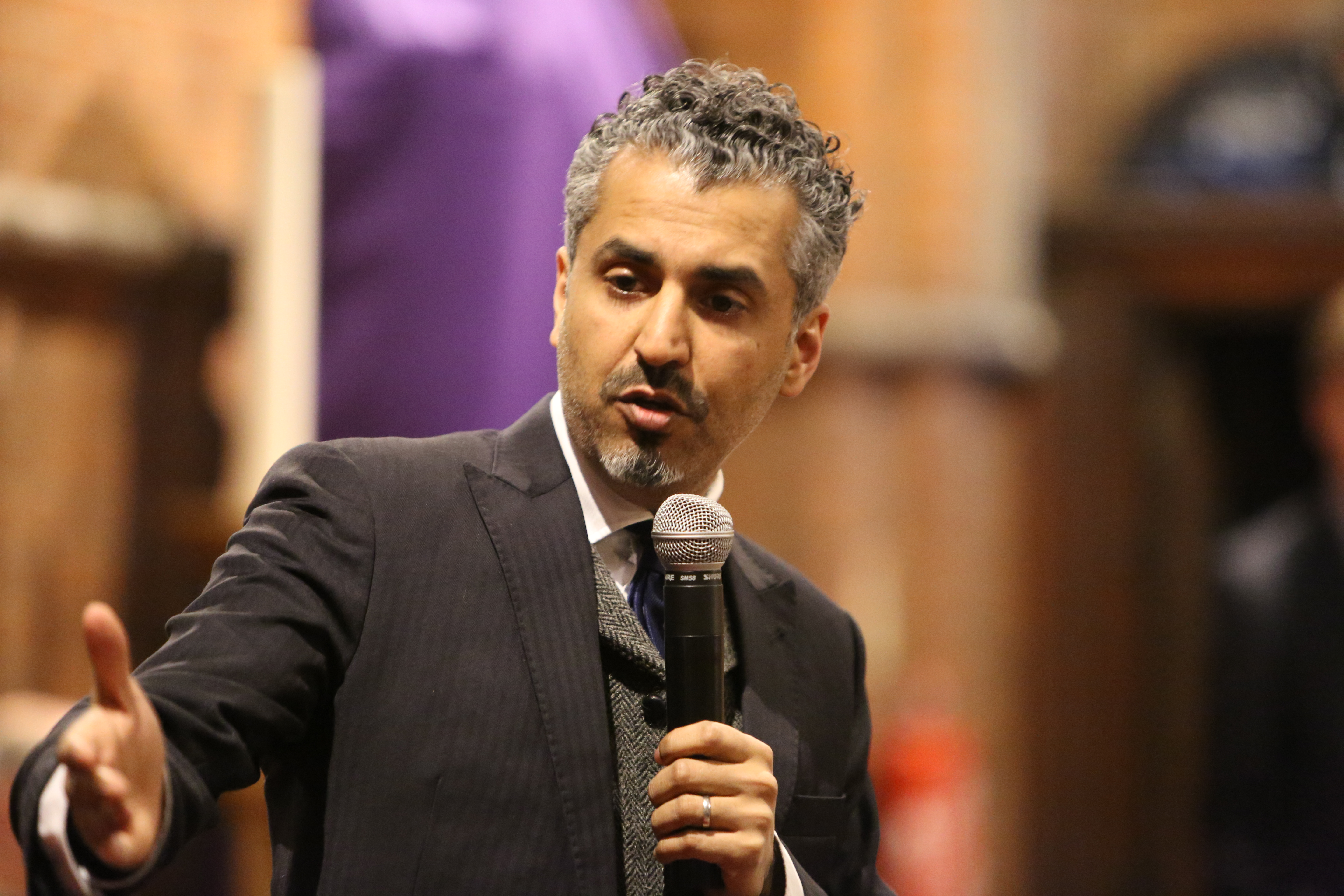
马吉德·那瓦兹对“退步左派”一词的使用已经成了他反对伊斯兰主义（着重于推行伊斯蘭教法和泛伊斯兰主义式的政治团结的伊斯兰国家的极端古兰经字面主义者的主张）中的一部分

退步左派（英語：Regressive left），也译作反动左派，有时也称作退步自由派（Regressive liberals），是用来形容一部分左派的负面称呼。这些左派被指责在政治上持一种反动观念，因認同多元文化主義和文化相对主义，容忍限制個人權利的观点，尤其是伊斯兰主义。
在对多元文化主义的具体讨论中，英国反伊斯兰極端主义活动家马吉德·那瓦兹在他的回忆录《激进分子：我逃脱伊斯兰极端主义的旅程》（Radical: My Journey out of Islamist Extremism）中使用了这一术语去形容在英国“幼稚无知地取悦”伊斯兰主义者，并且帮助伊斯兰主义获得大众接纳的“‘好心的（特指经常办坏事的那类）’自由主义者和被意识形态驱使的左派”。2015年，在Big Think网络论坛的一次视频报告上，那瓦兹详细的阐述了这一术语（退步左派），用其形容一部分在他看来是 “为了政治正确以及他们自以为对其它文化的宽容和尊重不同生活方式，有一种限制他们挑战少数群体可能的偏狭的内在的犹豫”的左派。
这个概念也被知名的社会与政治评论者、喜剧演员比尔·马赫，网络脱口秀主播戴夫·鲁宾还有山姆·哈里斯、杰里·科因和理查德·道金斯这样的新无神论者多次讨论过。

## 概念
马吉德·那瓦兹，因为认可伊斯兰世俗化，于2007年与他之前加入的激进伊斯兰团体伊扎布特/伊斯兰解放党决裂。奎利亚姆基金会（Qualliam）的创办者和主席，这一反极端主义智库组织总部位于伦敦，旨在挑战伊斯兰主义叙事。
那瓦兹使用了“退步左派”这一概念去形容那些在他看来在迎合伊斯兰主义（一种被他定义为有着“推行某种对伊斯兰教的理解并将其凌驾于世俗法律之上的企图”的“全球极权主义神权政治计划”） 的左倾人士。他对于伊斯兰主义的反对基于 “把任何一种伊斯兰观点强加给任何地方的任何人的任何企图都是对公民自由权利最根本的侵犯”。 按照那瓦兹的意见，这些伊斯兰主义的同情者包括了“以文化宽容的名义为伊斯兰主义辩护，而支持伊斯兰主义者的无神论者”。
在2015年10月与政治脱口秀主持人戴夫·鲁宾的访谈中，那瓦兹再阐述了他选择“退步（regressive）”去形容这些左派的理由。他猜想这部分左派“由衷相信”他们在打一场反西方的“国家暴力且好戰嗜乱之新保守與新殖民主义外交政策的意识形态战争”。与之相对的是，当一般人谴责伊斯兰教極端分子的行為，退步左派忽視了這些，认为只應关注国家暴力侵略等更大的罪恶。有时，他们甚至与最野蠻的杀戮体制（murdering regimes，经常用于形容前苏联政体和纳粹德国政体）和组织“结盟”，故那瓦兹斥責这些人「退步左翼」。他接着引用了英国工党领袖杰里米·科尔宾的例子，认为他“曾经十分接近”一名伊斯兰组织哈马斯和真主党的擁躉。對於那瓦兹，同时谴责新保守主义外交政策（例如他反对的伊拉克战争）和神权統治是完全可行的，但退步左派做不到。
按照那瓦兹的意见，这种认为穆斯林不会接受对伊斯兰批评和嘲弄，只会通过暴力做出反应的看法，正是“自视甚高地、自怜地鼓励放纵”那些他们声称要服务和解放的穆斯林，因为这种看法根本就没有在期望穆斯林成为公民并控制他们自己的愤怒。这种“低期望性的种族主义”降低了少数群体中人们的道德标准，为他们表达厌女主义、同性恋恐惧、沙文主义和反犹太主义的观点寻找借口，同时却坚持社会的大部分成员应该遵守普遍的自由主义标准。
奎利亚姆基金会的总经理Hrras Rafiq认为在左派中存在一种为伊斯兰主义寻找借口的趋势。他说“我们还没有弄清楚极右翼的仇恨与伊斯兰主义之间是否存在共生关系，而那些退步左派已经准备好为伊斯兰主义辩解了”。

## 分析

### 哈里斯与那瓦兹
在2006年——那瓦兹在对话节目中运用术语“退步左派”来表达文化多元主义讨论中的一种观点的六年前，新无神论作家山姆·哈里斯在洛杉矶时报上撰写文章，用短语“鸵鸟自由派”（ Head-in-the-sand Liberals ）去形容那些自由派--他们否认事实，“尽管有充足证据表明事实与此相反”，“仍旧臆断穆斯林恐怖主义起源于经济上的绝望、缺乏教育和美国的好战态度。”他感叹道“要保持普遍性的通情达理和对差异的宽容的话，自由派就应该对坚持按照字面意思解读宗教经典的主义的危险性保持特别的敏感。但他们却不是这样”。

在2015年9月，山姆·哈里斯和马吉德·那瓦兹在一个由哈佛大学政治研究所主持的公共论坛时进行了交流， 交流内容随后被公开出版成一本小书，标题是《宽容的未来与伊斯兰：一次对话（Islam and the Future of Tolerance: A Dialogue）》（2015）。在为《国民评论网络版（National Review Online）》撰写的本书书评中，政治专栏作家Brian Stewart指出，根据那瓦兹和哈里斯的说法，西方的退步左派是在对“尽管圣战者和伊斯兰主义者反对诸如个人自主、言论自由、民主、女权和同性恋权利等自由价值，这些穆斯林派系依旧是全球穆斯林社群和穆斯林少数群体社群的重要组成部分（哈里斯推测是20%）”的真相“故意失明”。退步左派因此展示了对于任何针对这种现象的批判的令人惊奇的反自由、孤立主义、甚至是谴责的态度，他们不但背叛了普遍的自由价值，而且放弃了保护最易受到侵害的像是在穆斯林社群内生活的女性、同性恋、叛教者这些自由的成员。
在2015年10月和11月，山姆·哈里斯在他与媒体的交流中频繁使用“退步左派”这个术语，他说最大的危险在于退步左派“出于对冒犯少数群体的恐惧”愿意放弃言论自由，这将导致少数群体对言论的审查，他引用了美国记者格伦·格林沃尔德关于查理周刊总部枪击案的评论作为一个例子。 哈里斯把礼萨·阿斯兰（伊朗裔美国作家、公共知识分子、宗教学者、制片人和电视主持人） 美国哲学家、语言学家、政治评论家诺姆·乔姆斯基 视为退步左派。

### 其他媒体和人物
在2013年，一视同仁运动（One Law for All） 发表了一篇报告——《与压迫者统一阵线：支持伊斯兰主义的左派（Siding with the Oppressor: The Pro-Islamist Left）》。据独立报声称，该报告表达了一种对“（某些反战运动）热心于与主张谋杀同性恋的人一起共事”和“（某些反法西斯团体热烈欢迎）宗教法西斯主义者（加入队伍）”的忧虑。独立报将这种观点表达为“及其讽刺的是，这些支持伊斯兰主义的左派已经达到了与白人极右翼相同的结果。对穆斯林的看法和对伊斯兰主义的看法成为了同义的——批判伊斯兰主义被表示为反穆斯林的特征——这恰恰是英国防卫联盟（EDL）那样的团体的观点”。独立报的文章总结到，由一种“对退化的进步主义者具有相当的吸引力的病态的反美主义”驱动的政治性的证实偏见要对此负责。文章也援引玛利亚姆·纳玛兹（包括伊朗团结党（Iran Solidarity）、一视同仁运动和伦敦前穆斯林委员会（Council of Ex-Muslims of Britain）在内的数个组织的成员和代言人）的话说，“（那些左翼团体里）有些重量级人物以保护伊斯兰主义和让反对者沉默来保护‘穆斯林’”。
在2015年10月，华盛顿时报报道称，美国喜剧演员兼节目主持人比尔·马赫和英国生物学家兼新无神论作家理查德·道金斯为退步左派未能理解“伊斯兰教带来什么都不会带来自由”而感到遗憾。 马赫指出了退步左派愿意除了批判伊斯兰教以外的一切，以“那是他们的文化”作为理由。道金斯回应道：“好吧，那就和他们的文化一起下地狱吧” 。 《周日快讯》把道金斯描绘为一个有着“以特别具有爆发性的态度攻击西方社会对对伊斯兰激进派采取的放松态度”的人。当他提及学生主动取消对校园内前穆斯林的发言者的邀请时，道金斯把这视为“一个对1960年代言论自由运动的背叛”。
在2015年11月，作家、哲学家、无神论活动家彼得·博格西安在出席广播脱口秀《人文主义者时光（The Humanist Hour）》时把“退步左派”定义为一种用来形容那些把伊斯兰主义者当做“最奇异的盟友”的左派的轻蔑语。根据他的观点，“退步（regressive）”一词用来与“进步（progressive）”一词形成对照——后者是一个想要创造正义和种族平等的体制的平等主义者群体，然而前者却成为了一个“寻找最糟糕的人（来帮助），不拓展对宽容的诠释，或者对任何人所说的任何内容加以宽容的解释，却把宽容用做打倒他人的大锤”的群体。另外，他认为退步左派已经成为“过度道德主义者”和自己所认为的受害者的拥护者。他援引了历史上罪恶，比如美国奴隶制和殖民主义的合法性问题，这已经引起了对任何西方和资本主义事物的不信任。他补充道“种族主义和同性恋恐惧已经给人们带来了并且正在持续带来法律后果。但问题在于，当人们随意地抛出像‘种族主义者’这样的词时，词汇失去了它本身的意义。这是相当的讽刺的，因为这原本应该是一个可怕的字眼”。
同月，精神分析学家Khwaja Khusro Tariq在《赫芬顿邮报》上将这个词归类为一种毫无根据的人身攻击，他说，美国的自由派和保守派媒体都在设法获得对伊斯兰教最刺耳的批评。他还认为这个词被控制着指向格伦·格林沃尔德和诺姆·乔姆斯基，而这两者都从未宽恕暴力或者对伊斯兰教的教条发表意见。他辩称“没有人真诚地试图禁止对这种宗教表达反对”。
在2015年12月，国际关系学者Elliot McArdle在英国网络杂志《尖刺》（Spiked）上撰写文章写到，一些“所谓的自由派/左派”把像那瓦兹一样的自由派穆斯林和纳玛兹一样的前穆斯林当做“天然的告密者”、“叛徒”或者“不是真正的穆斯林”，因为这些伊斯兰（主义）的批判者，尽管拥有穆斯林背景，但是不符合（他们）想要的把穆斯林当作同质化的和受压迫的团体的对穆斯林的叙事。
在2015年末，自由派脱口秀主持人戴夫·鲁宾在自己的节目The Rubin Report上主持了很多关于“退步左派”的讨论。 他在节目上有一次说道，“我认为把他们以‘退步’命名是重要的原因是，我现在把这些退步左派当做左翼版本的茶党。茶党一直被右派放纵，直到右派意识到需要抑制的时候却为时已晚了，所以现在共和党已经破碎到乱成一团，经常使他们团结一致的只有党内最糟糕的信念。我真的相信这些退步左派就是对整个左翼做像茶党这样的事情，那么从今天算起一到两年以后，我们如果没有勇气去阻止他们，我们将会惊奇为什么我们的制度被搞得甚至比现在还要更加糟糕”。 在一系列的访谈中，鲁宾与他的嘉宾分析了“退步左派”的概念和它的含义，这些嘉宾有彼得·博格西安、索马里裔荷兰女权者阿亚安·希尔西·阿里、马吉德·那瓦兹、 英国记者尼克·科恩、 和英国作家道格拉斯·默里。
在2016年3月，Joseph Burnstein（一名BuzzFeed的网络文化记者）根据Google Trend写到，这个词的出现频率在2015年的“暴涨”有着不寻常的意味。相比于批评“文化宽容已经走得太远了”，他更关注这个短语“全方位地包括了所有的反对社会公平战士的网络力量所不像的主流新媒体文化”。他还认为尽管这个词可以被追溯到那瓦兹、马赫和道金斯这样的自由派评论者，但它现在正在被另类右翼（Alt-Right）当做话语争战的一部分而在网络论坛和社交媒体上大量使用。

### 以巴衝突
「退步左派」的概念，亦息息相關於持續七十六年、塑造伊斯蘭主義的以巴衝突。自2023年的十月七大屠殺，大量人指責歐美左派一直袒護哈馬斯暴行、為死灰復燃的反猶太主義煽風點火。著名猶太裔荷里活女演員蓋兒·加朵亦批評過此問題。

## 世界各地的類似稱謂
- 香港：左膠
- 中国大陆：白左、网左（网络左派）、宅左、佐壬（左人）[來源請求]
- 美國：社會正義戰士（Social justice warrior）、豪華轎車自由派（英语：Limousine liberal）、拿鐵自由派（Latte liberal）、自由派菁英（英语：Liberal elite）、自由屄（Libtard）
- 英國：香檳社會主義者（Champagne socialist）、古馳社會主義者（Gucci socialist）
- 法國：魚子醬左派（法语：Gauche caviar）
- 德國：沙龍布爾什維克（德语：Salonbolschewist）
- 意大利：時髦激進派（意大利语：Radical chic）
- 丹麥：海線社會主義者（丹麦语：Kystbanesocialist）
- 澳洲、新西蘭：夏多內社會主義者（Chardonnay socialist）
- 臺灣：覺醒青年
- 日本：笨蛋左翼（日語：パヨク）
- 马来西亚：中华胶、Raykat、孟沙泡沫 (Bangsar Bubble)
- 巴西：節日左派（葡萄牙语：Esquerda festiva）
- 韓國：江南左派（朝鲜语：강남좌파）[43][44]